# Amen! (Bring Me the Horizon)
Amen! è un singolo del gruppo musicale britannico Bring Me the Horizon, pubblicato il 2 giugno 2023 come quarto estratto dall'ottavo album Post Human: Nex Gen.

## Descrizione
Definito l'esatto contrario del precedente singolo Lost, più vicino a sonorità emo-pop, il brano è stato definito come un mix di musica elettronica, rap metal, nu metal, metalcore e post-hardcore. Secondo NME, il testo «si incentra sul tema dell'ipocrisia extra-religiosa». Il brano vede la collaborazione del rapper statunitense Lil Uzi Vert e di Daryl Palumbo, cantante del gruppo hardcore punk statunitense Glassjaw.

## Video musicale
Il video ufficiale del brano, diretto da Weston Allen e ispirato alla Church of Genxsis, esperienza virtuale presentata dai Bring Me the Horizon durante il loro tour estivo del 2023, è stato pubblicato il 23 giugno 2023.

## Tracce
Testi di Oliver Sykes, musiche di Oliver Sykes, Jordan Fish, Lee Malia e Zakk Cervini.
1. Amen! (feat. Lil Uzi Vert & Daryl Palumbo) – 3:10

## Formazione
Gruppo
- Oliver Sykes – voce
- Jordan Fish – cori, programmazione, ingegneria del suono
- Lee Malia – chitarra
- Matt Kean – basso
- Matthew Nicholls – batteria

Altro personale
- Daryl Palumbo – voce
- Lil Uzi Vert – voce
- Zakk Cervini – produzione, programmazione, missaggio, mastering
- Evil Twin – produzione
- Daidai – produzione aggiuntiva
- Daisuke – produzione aggiuntiva
- Misstiq – produzione aggiuntiva
- Ben Thomas – ingegneria del suono
- Guillermo Rodriguez – assistenza al missaggio
- Nik Trekov – assistenza al missaggio

## Classifiche
| Classifica (2023)                | Posizione massima |
| -------------------------------- | ----------------- |
| Stati Uniti (rock & alternative) | 42                |